# Return to Monkey Island
Return to Monkey Island is een point-and-click adventure ontwikkeld door Terrible Toybox en verdeeld door Devolver Digital. Het is het zesde spel uit de Monkey Island-franchise. Het spel werd op 19 september 2022 uitgebracht voor macOS, Nintendo Switch en Windows en op 26 oktober 2022 voor Linux. Op 8 november 2022 verscheen de versie voor PlayStation 5 en Xbox Series. Het spel werd in het grootste geheim ontwikkeld door Ron Gilbert die ook instond voor de eerste twee delen. Gilbert kondigde het spel aan op 1 april 2022 wat toen in eerste instantie als aprilgrap werd onthaald vandaar dat hij op 4 april nogmaals via onder andere zijn Twitter-account berichtte over het spel.

## Spelbesturing
Het spel gebruikt de typische elementen van een point-and-click adventure. De speler bestuurt het personage Guybrush Threepwood doorheen verschillende locaties.  Daar moet hij gesprekken aangaan met andere personages. Verder dient hij puzzels op te lossen en gevonden voorwerpen al dan niet te combineren tot een nieuw voorwerp om voortgang te maken.
De gebruiker kan het spel opstarten in een "moeilijke" en "eenvoudige" weg zoals dit ook kon in de originele versie van Monkey Island 2: LeChuck's Revenge.

## Ontwerp
Na zijn vertrek bij LucasArts in 1992 droomde Ron Gilbert - die instond voor de creatie van de eerste twee spellen - om nog een Monkey Island-spel te ontwikkelen, maar hij was niet in bezit van het intellectueel eigendom. LucasArts werd in 2012 overgekocht door The Walt Disney Company. In 2019 ontmoette Gilbert op een PAX-evenement Nigel Lowrie. Lowrie kent John Drake die aan het hoofd staat van de licentie-afdeling van Walt Disney. Zo kon Drake overtuigd worden om gesprekken op te starten over een zesde spel. In 2020 kwam er een overeenkomst en kon Gilbert starten met het project. Dit werd in het grootste geheim uitgevoerd en enkel rechtstreeks betrokken personen waren op de hoogte. Gilbert beweert dat zijn eigen familieleden noch kennissen weet hadden van het spel. Dit verklaart ook waarom de franchise als een grote, onverwachte "terug-van-weggeweest" werd onthaald.

## Stemacteurs
Dominic Armato hernam zijn rol als stemacteur voor het personage Guybrush Threepwood.  Ook Alexandra Boyd en Denny Delk hernamen hun rol respectievelijk als Elaine Marley en Murray.  Daar Earl Boen sinds 2017 op pensioen is, wenste hij zijn medewerking niet te verlenen en werd de rol van LeChuck ingesproken door Jess Harnell.

## Verhaal
Het spel bestaat uit zes hoofdstukken die de speler in chronologische volgorde moet spelen.

### Prelude - An Unexpected Story Begins
Het spel start min of meer waar het eindigde in Monkey Island 2: LeChuck's Revenge. Guybrush en LeChuck bevinden zich in de tunnels, een man verschijnt en zegt dat ze daar niet mogen zijn. Nadat ze het gebouw hebben verlaten, blijken dit kinderen te zijn die zich in een pretpark bevinden.
Guybrush en Chuckie gaan op zoek naar hun ouders waarbij ze enkele opdrachten moeten uitvoeren om tot bij hen te geraken. De twee geraken elkaar kwijt, maar de eerste vindt wel zijn vader: Guybrush Threepwood. Hij is met zijn zoon Boybrush in dit pretpark waaruit blijkt dat de speler initieel Boybrush aanstuurde die het einde van Monkey Island II naspeelde met zijn vriend Chuckie. Op vraag van Boybrush start Guybrush een verhaal over hoe hij het geheim van Monkey Island ontdekte.

### Act 1 - A Friendly Place
Guybrush achterhaalt dat LeChuck een kaart heeft naar de exacte locatie van het geheim en reist daarom naar Mêlée Island om een schip en bemanning te zoeken. Hij tracht hulp te krijgen via de nieuwe piratenleiders: Madison, Lila en Trent. Zij weigeren omdat ze LeChuck hebben gefinancierd voor een expeditie naar Monkey Island. De enige optie die Guybrush heeft, is aan boord te geraken van het schip van LeChuck. Hij solliciteert naar de job van dweiljongen, maar wordt geweigerd omdat hij wordt herkend en omdat hij geen zwabber heeft. De voodoodame, die vermeldt dat ze Corina heet, stelt voor dat Guybrush op zoek gaat naar een voodoo-ooglap dewelke de drager een ander uiterlijk geeft. Dankzij de kok van de Scumm Bar verneemt Guybrush dat er ergens op Monkey Island een unieke boom is met takken waaruit de beste zwabbers gemaakt kunnen worden.

### Act 2 - A Dangerous Journey
Guybrush start als dweiljongen op het schip van LeChuck. Hij vindt er Murray die een spion is van de nieuwe piratenleiders. Zij zijn namelijk ook op zoek naar het geheim. Op het dek is men bezig met het voodoo-recept dat hen naar Monkey Island zal brengen. Het enige ingrediënt dat ze missen, is een "platte schedel". Guybrush vindt hiervoor een oplossing en voegt de "platte schedel" toe aan het recept. De ketel geraakt uit evenwicht waardoor de volledige inhoud verloren gaat en men terug op zoek moet naar alle ingrediënten. Vanuit het kraaiennest ontdekt Guybrush dat kapitein Madison het schip van LeChuck heeft achtervolgd en dat zij ook bezig zijn met het voodoo-recept. Zij missen ook een "platte schedel". Hierdoor krijgt hij een idee: als hij kapitein Madison zulke "platte schedel" bezorgt, moeten ze dat schip achtervolgen, maar slechts nadat hij zelf in bezit is van de map naar de exacte locatie. Echter, niemand van de crew heeft oor naar het voorstel om Madison te achtervolgen, dus moet Guybrush hen zien te overtuigen. Nadat dit lukt, valt zijn ooglap af, wordt hij herkend en overboord gegooid.

### Act 3 - Return to Monkey Island
Guybrush belandt op de zeebodem en zoekt vanaf daar een weg naar Monkey Island. Eenmaal daar volgt hij de instructies op de map die hij van LeChuck stal, maar trapt in een hinderlaag van de piratenleiders. Zij hadden de kaart eerder verwisseld met een vals exemplaar. Nu blijkt dat ze die echte kaart niet kunnen decrypteren. Dat vereist het favoriete deuntje van LeChuck, diens favoriete catchphrase en favoriete gerecht. Guybrush en de piratenleiders spreken af om samen te werken. Nadat de kaart is gedecrypteerd, blijkt dat het geheim zich bevindt in "The International House of MoJo" wat dus de voodoo-winkel is op Mêlée Island. LeChuck verschijnt en hij en de piratenleiders keren zich tegen Guybrush en gooien hem van de klif denkende dat hij de val niet zal overleven. Wonderbaarlijk overleeft Guybrush de val en wordt hij gevonden door Elaine. Op de vraag hoe zij op Monkey Island verzeild is geraakt, wil ze enkel kwijt dat dit niet noodzakelijk met een voodoo-recept hoeft. Met de wrakstukken van Sea Monkey - het schip waarmee Guybrush in The Secret of Monkey Island naar dit eiland voer - herbouwen zij dit naar Sea Monkey II. Guybrush neemt de boot om zijn missie naar het geheim verder te zetten terwijl Elaine haar ongekende methode gebruikt om Monkey Island te verlaten.

### Act 4 - Things Get Complicated
Terug op Mêlée Island spoedt Guybrush zich naar de voodoodame. Zij beaamt dat ze in bezit is van het geheim wat ze veilig heeft opgeborgen in de brandkast die al jaren in de toonzaal staat. Om deze te openen, zijn vijf gouden sleutels nodig, maar ze is deze verloren. Guybrush ontmoet daarop Widey Bones die woont op de bovenverdieping van de voormalige gereedschapswinkel. Zij is ook op zoek naar het geheim en is in bezit van één sleutel. Ze ziet een samenwerking zitten, maar pas nadat Guybrush in bezit is van meerdere sleutels. Uit onderzoek weet Widey waar die sleutels zich min of meer bevinden, maar nooit gevonden. Een tweede en derde sleutel zijn verborgen op de eilanden "Brrr Muda" en "Terror Island". De vierde sleutel was in bezit van mevrouw Smith, maar na haar overlijden werden al haar bezittingen vernield. De vijfde sleutel is in bezit van Bella Fisher, maar zij is al jaren spoorloos verdwenen en er wordt verondersteld dat ze verdronk tijdens een schipbreuk op een ongekende locatie. Guybrush vindt de vijf sleutels. In zijn zoektocht op Terror Island vindt hij Herman Toothroth die vastzit in een grot. Verder moet hij via de rechtbank in bezit geraken van de vernielde spullen van mevrouw Smith en moet hij nieuwe koningin worden van het eiland Brrr Muda. Nadat hij de sleutels heeft, opent hij de kluis in de voodoo-shop. Daar vindt hij een loodzware koffer die hij niet kan openen. LeChuck en de piratenleiders vallen de winkel binnen en nemen de koffer met zich mee. Volgens LeChuck kan de koffer zonder sleutel worden geopend, maar moet daarvoor naar de onderaardse gangen van Monkey Island. Ze sparen Guybrush op voorwaarde dat hij hen niet achtervolgt.

### Act 5 - Beneath the Monkey Head
Net nadat LeChuck en de piratenleiders de winkel verlaten, duikt Elaine terug op. Zij gebruikt haar methode om samen met Guyrbrush naar Monkey Island te reizen, al blijkt onduidelijk hoe dat in zijn werk gaat. Ondertussen hebben de piratenleiders zich ook gekeerd tegen LeChuck. In het apenhoofd worden Elaine en Guybrush door een van hen overmand. Elaine stelt voor het zwaardgevecht tegen de piraat op zich te nemen terwijl Guybrush op zoek gaat naar LeChuck en de kist. Guybrush vindt een weg door de onderaardse gangen - waarbij hij drie deuren moet zien te openen - en vindt uiteindelijk LeChuck. Doch laatstgenoemde kan via een vierde deur ontsnappen met de kist waarin het geheim zit. Guybrush is ook in staat die vierde deur te openen: deze leidt naar wat lijkt een achtersteeg op Mêlée Island. Dat blijkt al snel zo niet te zijn: hij bevindt zich in het pretpark: "Historic Landmark: The Original Secret, a pirate adventure park" en dat in een deel van het nagebouwde "Lower Street" dewelke volledig gethematiseerd is met robots in de vorm van LeChuck, de piratenleiders, Otis en nog enkele andere personages. Een gehaaste Stan meldt dat het sluitingstijd is, maar geen tijd heeft om het park af te sluiten. Hij geeft daarom Guybrush opdracht om alle lichten te doven en overhandigt hem tevens de sleutels van het park. Elaine bevindt zich ook in het pretpark, maar alweer heeft ze een vage uitleg over het gevecht met de piraat en hoe ze hier is verzeild geraakt. Guybrush vindt een replica van de koffer met het geheim: deze bevat een T-shirt met het opschrift: "Ik vond het geheim van Monkey Island en het enige wat het was, is dit idiote T-Shirt". Guybrush dooft de lichten van het park. De speler heeft dan de optie om het park te verlaten via de richting "High Street" of via de deur in de achtersteeg.
Het spel verplaatst zich terug naar het heden waar Boybrush vindt dat het verhaal een idioot einde heeft. Guybrush verzint dan een ander einde waarbij de speler mogelijkheid heeft uit enkele keuzes. Welke keuze er wordt gemaakt, heeft niet echt een verdere invloed. De uiteindelijke conclusie die Boybrush maakt en tegen Elaine zegt - die zich ondertussen heeft vervoegd - is dat zijn vader het echte geheim niet wil verklappen. Haar antwoord is dat telkens Guybrush dat verhaal doet, hij steeds een ander bizar einde verzint. Boybrush loopt weg waarop Elaine Guybrush toevertrouwt een map te hebben gevonden naar "de schat van Mire Island".  Daarop start de aftiteling.

## Het "echte geheim" van Monkey Island volgens Ron Gilbert
In interviews uit onder andere 2004 en 2006 verklaarde Ron Gilbert dat het spel oorspronkelijk uit drie delen zou bestaan en dat hij de enige is die "het echte geheim" weet. Gilbert verliet LucasArts na het tweede deel en "The Real Secret" in EMI is niet wat Gilbert voor ogen had (het apenhoofd is een controlekamer van een robot).
Na het uitbrengen van "Return to Monkey Island" verklaarde Ron Gilbert dat hij reeds in 1988 het echte geheim had bedacht: alles speelt zich af in een groot pretpark. Daarom hebben de eerste twee delen bewust subtiele hints zoals de anachronsimes en de verkoopautomaten. Ook "Return to Monkey Island" begint en eindigt in een pretpark. Volgens Gilbert is daarmee voor hem het verhaal van "het echte geheim" ook af, maar maakt de opmerking dat er wellicht in de toekomst nog Monkey Island-spellen uitkomen met al dan niet zijn medewerking.